# Projekt 71
Das Projekt 71 war ein nicht realisiertes Projekt von 1937/38 für einen sowjetischen Flugzeugträger. Der Bau war für 1941/42 beabsichtigt, wurde jedoch im Januar 1940 gestrichen.

## Allgemein
Die Hauptbestimmung wurde in Fliegereinsätzen auf hoher See und über der feindlichen Küste gesehen. Es wurden zwei Varianten konzipiert, die Variante 71a mit der Standardverdrängung von 10.600 t und 30 Flugzeugen und eine größere Variante 71b mit der Verdrängung von 24.000 t und 70 Flugzeugen. Die Variante 71b mit einer Reichweite von 8.000 sm entsprach den Vorstellungen für den Einsatz in entfernten Seegebieten.
Unter dem Flugdeck befand sich ein Hangar, 2 Aufzugsplattformen an Bug und Heck mit 13 m × 12 m Fläche mit elektrischem Antrieb dienten zur Beförderung der Flugzeuge aus und in den Hangar. Für den Transport einer Maschine aus dem Hangar brauchte man nur 15 Sekunden, der Start der ganzen Fliegergruppe sollte 32 Minuten dauern. Die Variante 71b hatte 2 übereinander angeordnete Hangars.
Der Start sollte über 2 Pressluftkatapulte erfolgen, für die Landung war eine Fang- und Bremsanlage mit 6 Seilen vorgesehen. Ein kippbares dichtes und starkes Gitter von 18 m Länge und 3 m Höhe sollte den Winddruck auf das Flugdeck verringern um die Arbeitsbedingungen zu erleichtern.
Als Trägerflugzeuge mit klappbaren Flügeln sollten zum einen ein Jäger mit einer Landegeschwindigkeit von 90 km/h, einer Dienstgipfelhöhe von 10.000 m und einer Höchstgeschwindigkeit von 450 km/h und einer Bewaffnung von 4 7,62-mm-MG sowie ein dreisitziger Mehrzweckaufklärer und Torpedobomber mit einer Höchstgeschwindigkeit von 400 km/h, einer Bombenladung von 500 kg oder einem Torpedo sowie 2 7,62-mm-MG zum Einsatz kommen.
Im Horchraum sollten Ortungsstationen der Typen „Wolna“, „Dnepr“ und „Kama“ installiert werden.